# Tadeusz Błażusiak

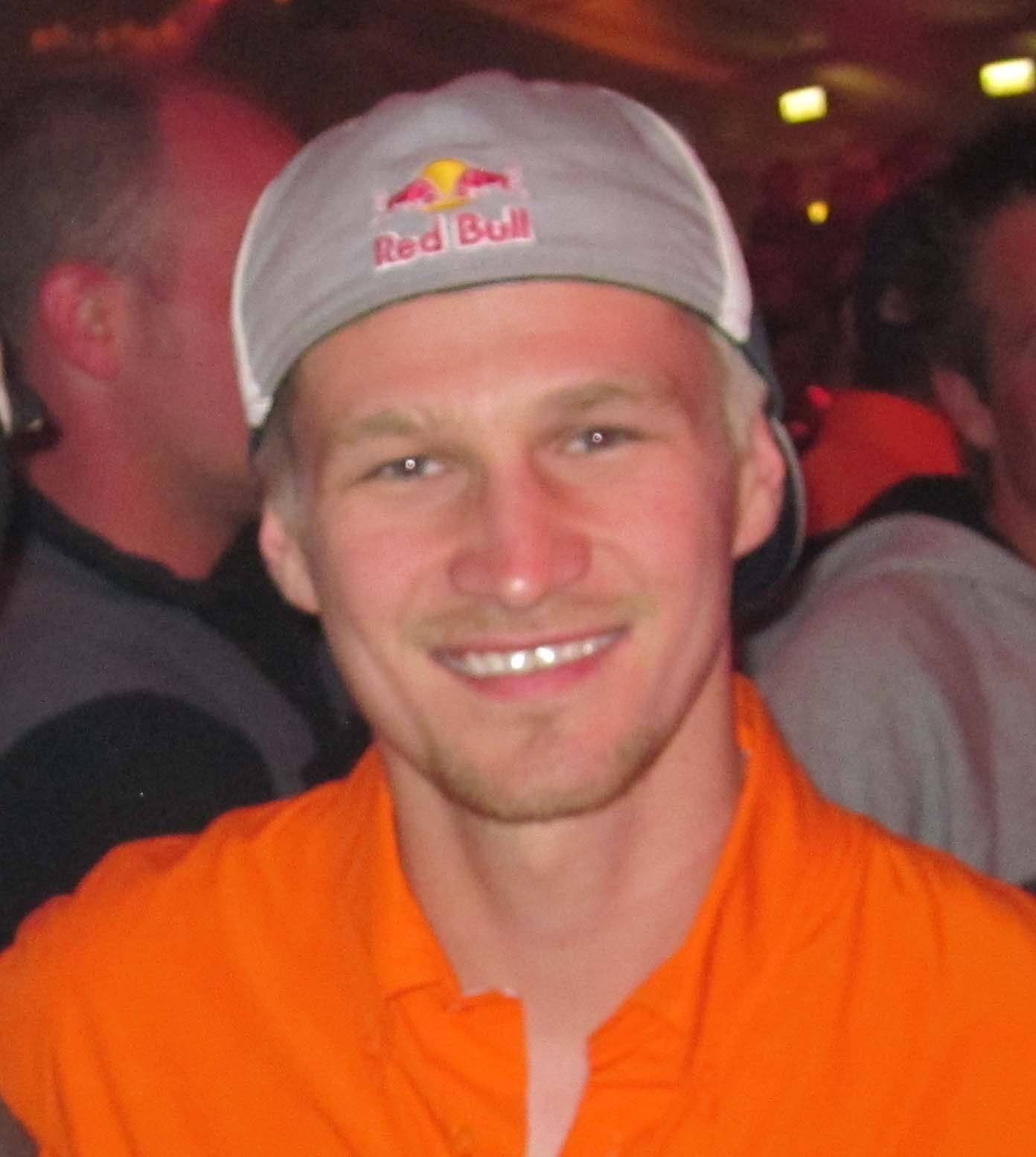
Tadeusz Błażusiak beim ErzbergRodeo 2009

Tadeusz Błażusiak (* 26. April 1983 in Nowy Targ) ist ein polnischer Trial- und Endurofahrer.

## Biographie
Błażusiak feierte Erfolge im Trialsport und konnte sich schon 2004 den Europameistertitel sichern. Große Aufmerksamkeit erhielt Błażusiak, als er überraschend das ErzbergRodeo 2007 gewann. Obwohl er eigentlich nur als Zuschauer anreiste, erhielt er einen Wildcard-Startplatz in der ersten Startreihe des Erzberg-Hare-Scrambles, da er im Endurocross mit einem Trialbike den unerwarteten zweiten Platz belegte und viele Weltmeister hinter sich ließ. Erzbergrodeo Veranstalter Karl Katoch stellte ihm für das Hare-Scramble ein Standard-KTM-250-EXC-Pressebike zur Verfügung. Błażusiak startet bei Enduro- und Endurocrossveranstaltungen als KTM-Werksfahrer. Er gewann danach das ErzbergRodeo 2008, 2009, 2010 und 2011 sowie das Hell’s Gate Event 2009 in Italien.